# Pueblos de la República de China
En la República de China (Taiwán), un poblado, villa o aldea es una subdivisión administrativa de tercer nivel. Hay dos tipos de pueblos: 
- el pueblo rural (en chino tradicional, 村; pinyin, cūn)
- el pueblo urbano (en chino tradicional, 里; pinyin, lǐ)

## Jerarquía
En la jerarquía de organismos autónomos, el pueblo se clasifica por debajo de los distritos, distritos indígenas de montaña, municipios rurales, municipios urbanos, municipios indígenas de montaña y ciudades-condado, que representan los órganos de segundo nivel.
Los pueblos rurales son administrados por los municipios rurales y los municipios aborígenes de montaña, en tanto los pueblos urbanos están administrados por las ciudades-condado, los distritos, los distritos aborígenes de montaña y los municipios urbanos.
Los pueblos rurales y los pueblos urbanos están formadas por barrios (en chino tradicional, 鄰; pinyin, lín).